# Поход против Дун Чжо
Поход против Дун Чжо (190—191) — карательная экспедиция коалиции региональных чиновников и военачальников против военачальника Дун Чжо, одно из событий периода конца империи Хань на территории современного Китая.

Империя Хань в 195 г.

## Предыстория
В 189 году умер император Лин-ди, и наследником стал его 13-летний сын Лю Бянь (сын императрицы Хэ), ставший императором Шао-ди. Императрица (уже вдовствующая) Хэ стала регентом при малолетнем императора, а её старший брат генерал Хэ Цзинь стал наиболее влиятельной фигурой при дворе. Хэ Цзинь и Юань Шао решили уничтожить группировку из десяти влиятельных евнухов, но вдовствующая императрица Хэ не одобрила их плана. Тогда Хэ Цзинь призвал военачальника Дун Чжо, контролирующего провинцию Лянчжоу (涼州, на территории современной Ганьсу) двинуться на столицу Лоян, чтобы вынудить вдовствующую императрицу Хэ всё-таки избавиться от евнухов. Узнав о заговоре Хэ Цзиня, евнухи убили его. В ответ Юань Шао во главе императорской гвардии устроил резню дворцовых евнухов. Уцелевшие евнухи похитили императора Шао-ди и его младшего брата 8-летнего Лю Се (росшего у бабушки — вдовствующей императрицы Дун) и бежали на север к Хуанхэ, однако в итоге были принуждены покончить жизнь самоубийством, бросившись в реку.
Прибывший Дун Чжо обнаружил императора с младшим братом. Император выглядел нервным и испуганным, в то время как его младший брат оставался спокойным и собранным, и приказал Дун Чжо отвести их обратно во дворец. Дун Чжо воспользовался возможностью для захвата власти и ввёл в столицу свою армию. Вскоре Дун Чжо сместил императора Шао-ди и заменил его младшим братом, ставшим императором Сянь-ди. Дун Чжо стал доминировать при императорском дворе и назвал себя чэнсяном — титулом, который не носил никто со времён Сяо Хэ. Также Дун Чжо даровал себе привилегию являться ко двору при оружии и не разуваясь. Всеми окружающими это было воспринято как проявление явного непочтения к императору.

## Ход событий

### Формирование коалиции
Юань Шао был вынужден сбежать из Лояна после того, как открыто выступил против решения Дун Чжо о смещении Шао-ди. Дун Чжо попытался примириться с Юань Шао, и предложил императору сделать Юань Шао губернатором провинции Бохай, однако Юань Шао не стал мириться с Дун Чжо. В то же время Цяо Мао — администратор округа Дунцзюнь — начал рассылать по стране письма, в которых называл Дун Чжо предателем, стремящимся узурпировать трон. Местные чиновники и управляющие во всей стране, получив эти письма, откликнулись на призыв.
В феврале 190 года ряд военачальников и администраторов со своими войсками собрались восточнее Ханьгуского перевала (на территории современного Линбао), образовав «Соединённую армию к востоку от перевала» (кит. трад. 關東聯軍). Лидером коалиции был избран Юань Шао; силы Сунь Цзяня и Цао Цао участвовали в составе войск Юань Шу и Чжан Мяо соответственно.
Состав коалиции:
- Юань Шу, «генерал тыла» (後將軍)
- Хань Фу, губернатор провинции Цзичжоу (兾州牧)
- Кун Чжоу, инспектор провинции Юйчжоу (豫州刺史)
- Лю Дай, инспектор провинции Яньчжоу (兖州刺史)
- Ван Куан, командующий хэнэйскими войсками (河內太守)
- Юань Шао, командующий бохайскими войсками (勃海太守)
- Чжан Мяо, администратор Чэньлю (太守張邈)
- Цяо Мао, командующий дунцзюньскими войсками (東郡太守)
- Юань И, командующий шаньянскими войсками (山陽太守)
- Бао Синь, цзибэйский администратор (濟北相)
- Чжан Чао, командующий гуанлинскими войсками (廣陵太守)
- Чжан Ян, командующий шанданскими войсками (上黨太守)
- Юйфуло, шаньюй южных сюнну

Силы коалиции разместились в ряде мест восточнее Лояна, отрезав его от снабжения и резко снизив налоговые поступления. В ответ Дун Чжо переплавил в монеты бронзовые статуи и все медные изделия, которые смог найти, что привело к инфляции в империи.
Несмотря на внушительную численность, коалиционная армия не представляла серьёзной боевой силы, являясь сборищем случайных людей без боевого опыта. В противоположность ей войска Дун Чжо состояла из ветеранов, ранее подавлявших восстание в Лянчжоу.

### Сожжение Лояна
Встревоженный формированием коалиции, Дун Чжо предложил немедленно эвакуировать Лоян и перенести столицу на запад в Чанъань, оставив в Лояне лишь войска. Предложение было в штыки встречено придворными, но Дун Чжо заставил их замолчать, устраняя любого, кто выступал против него. 9 апреля 190 года предложение Дун Чжо начало приводиться в жизнь. Солдатам было приказано грабить богатые дома и гнать население в сторону Чанъаня; император, знать и чиновники последовали за ними. Любой, отказавшийся покидать город, убивался на месте. Люй Бу было поручено разграбить древние гробницы. После эвакуации Лоян был подожжён и сожжён дотла.
Цао Цао повёл своих людей из Суаньцзао на запад, чтобы атаковать силы Дун Чжо; с ним был контингент войск Чжан Мяо под командованием Вэй Цзы. Армия Дун Чжо под командованием Сюй Жуна разбила эти силы под Синъяном, а сам Цао Цао был ранен. Цао Хун предоставил Цао Цао свою колесницу, и тот смог спастись.
После возвращения в Суаньцзао Цао Цао предложил, чтобы коалиция продолжила преследование сил Дун Чжо, но был проигнорирован. После этого Цао Цао и Сяхоу Дунь увели свои войска в Хэнэй к Юань Шао. Войска в Суаньцзао, испытывая нужду в припасах, рассеялись, и Лю Дай воспользовался возможностью и убил Чжан Мяо.
В то же время Дун Чжо отправил послов к Юань Шао чтобы договориться о перемирии, но Юань Шао убил всех послов, кроме Хань Жуна. Видя, что мир невозможен, Дун Чжо быстро окружил войска Ван Куана у брода Хэян, и разгромил их, вынудив Ван Куана покинуть коалицию и бежать на родину в округ Тайшань.

### Наступление Сунь Цзяня
Сунь Цзянь, присоединившийся к Юань Шу с 20-30 тысячами человек, разместил свои войска на юге, в Луяне. Юань Шу сделал его губернатором провинции Юйчжоу, и объявил его войска своим авангардом.
Зимой 190 года Дун Чжо отправил около 10 тысяч человек для атаки Луяна. Сунь Цзянь получил информацию об этом когда находился на пиру, однако не смутился, и спокойно продолжал потягивать вино, пока его войска строились в боевые порядки. Увидев такую дисциплину, войска Дун Чжо предпочли отступить.
В марте 191 года Сунь Цзянь переместил свой лагерь на север, в Ляндун, но был там перехвачен Сюй Жуном. Сунь Цзянь с несколькими приближёнными сумел вырваться из окружения и, собрав рассеянные войска, расположился в Янжэне. Для того, чтобы атаковать его, Дун Чжо отправил Хуа Сюна, Ху Чжэня и Люй Бу с 5 тысячами человек. Однако Люй Бу, возглавлявший кавалерию, был в плохих отношениях с Ху Чжэнем, и поссорился с ним. Сунь Цзянь воспользовался возможностью для атаки, и войска Дун Чжо были обращены в бегство.
В это время кто-то сказал Юань Шу, что если Сунь Цзянь возьмёт столицу, то станет неконтролируемым, и Юань Шу прекратил снабжать его войска. Возмущённый Сунь Цзянь лично проскакал за ночь сто ли от Янжэня до Луяна, и обвинил Юань Шу в предательстве. Пристыженный Юань Шу возобновил снабжение войск Сунь Цзяня.
Опасаясь Сунь Цзяня, Дун Чжо направил Ли Цзюэ чтобы договориться с Сунь Цзянем о мире. Ли Цзюэ также пообещал Сунь Цзяню места в правительстве для его сыновей. Сунь Цзянь отказался мириться, и направил свои войска к перевалу Дагуцзянь, прикрывающему Лоян с юга. Дун Чжо попытался остановить Сунь Цзяня в районе гробниц династии Восточная Хань, но был разбит и принуждён отступить на запад к Мяньчи. После этого Сунь Цзянь продолжил наступление на Лоян, рассеяв по пути войска Люй Бу. Заняв столицу, Сунь Цзянь велел своим войскам восстановить императорские гробницы, разграбленный солдатами Дун Чжо. Говорят, что при этом была найдена императорская печать, которую Сунь Цзянь взял себе.
Чтобы угрожать Дун Чжо, Сунь Цзянь отправил часть сил к Мяньчи и Синьаню. Дун Чжо направил Дун Юэ в Мяньчи, Дуань Вэя — в Хуаинь, а Ню Фу — в Аньи, чтобы защитить свои войска от нападения с востока, сам же с основными силами двинулся в Чанъань.
Восстановив императорские гробницы, Сунь Цзянь вернул армию в Луян, так как в разрушенном Лояне она была бы уязвима для атак армии Дун Чжо. Бывшая столица империи Хань была оставлена войсками обеих враждующих сторон.

### Внутренний конфликт
Несмотря на успех Сунь Цзяня, коалиция не воспользовалась им из-за плохих связи и координации. Военачальники на востоке были не уверены в том, что император Сянь-ди всё ещё жив. Юань Шао и Хань Фу предложили возвести на трон инспектора провинции Ючжоу Лю Юя, также принадлежавшего к императорскому роду. Цао Цао и Юань Шу не согласились с этим, а Лю Юй, когда Юань Шао и Хань Фу отправили к нему посланника с предложением занять трон, резко отослал его и отверг предложение. Лю Юй выразил верность императору Сянь-ди, и пригрозил, что уйдёт на север на территорию сюнну, если Юань Шао будет продолжать настаивать, чтобы он стал новым императором. Юань Шао был вынужден согласиться. Ряд военачальников вернулись к своим старым дрязгам, и стали враждовать друг с другом вместо того, чтобы объединиться против Дун Чжо.
Хань Фу, командовавший снабжением, постепенно прекратил снабжение коалиционной армии. Его подчинённый Цюй И восстал против него, и разбил его силы перед тем, как перейти к Юань Шао. Инцидент вынудил Юань Шао обратить внимание на свои источники снабжения, и он решил захватить земли Хань Фу. Юань Шао вошёл в союз с Гунсунь Цзанем, чтобы атаковать находившуюся под контролем Хань Фу провинцию Цзичжоу, и в итоге Хань Фу был вынужден передать Цзичжоу Юань Шао.
Юань Шао отправил Чжоу Юя атаковать Сунь Цзяня, который возвращался из Лояна чтобы воссоединиться к Юань Шу. В ходе битвы при Янчэне Чжоу Юй неожиданно напал на лагерь Сунь Цзяня в Янчэне и захватил его. Юань Шу отправил Гунсунь Юэ чтобы помочь Сунь Цзяню воевать против Чжоу Юя. Хотя Сунь Цзянь и победил, Гунсунь Юэ был убит в бою. Гунсунь Цзянь обвинил Юань Шао в ответственности за смерть Гунсунь Юэ, и объявил войну Юань Шао, что привело к сражению при Цзецяо.
После этого коалиция фактически распалась, оставшись лишь на бумаге.

### Смерть Дун Чжо
Так как члены коалиции прекратили воевать с Дун Чжо, тот направил войска против Чжу Цзюня и разграбил его земли.
Дун Чжо вернул своё узурпаторское положение при императорском дворе, и теперь убивал при малейшем признаке несогласия с ним. Всех членов своего клана, а также тех, кто был связан с ним благодаря бракам, он назначил на высокие посты; даже его несовершеннолетние дети получили дворянские титулы и играли с золотом и жемчугом.
Однако растущий деспотизм узурпатора обернулся против него самого: в тревоге за свою жизнь придворные Ван Юнь, Хуан Вань, Шисунь Жуй и Ян Цзань организовали заговор с целью убийства Дун Чжо. Они убедили Люй Бу присоединиться к ним, так как отношения между Люй Бу и Дун Чжо обострились.
22 мая 192 года, когда Дун Чжо направлялся во дворец на своей колеснице, Ли Су подошёл к нему и атаковал. Дун Чжо обратился за помощью к Люй Бу, однако тот вместо защиты убил его. После смерти Дун Чжо его родственники были казнены, а его тело было выставлено на улицах Чанъаня.
После смерти Дун Чжо ряд его сторонников — в том числе Фань Чоу, Го Сы и Ли Цзюэ — бежали, опасаясь, что их лояльность к Дун Чжо будет расценена как предательство. Ван Юнь, взявший контроль над правительством после смерти Дун Чжо, получил их прошение о помиловании, но сказал, что они являются исключением из прощения. Тогда бывшие соратники Дун Чжо начали войну, однако были разбиты Люй Бу и войсками центрального правительства. Тем не менее в итоге остатки войск Дун Чжо смогли захватить Чанъань; Ван Юнь был убит.